# Sinobambusa baccanensis
Sinobambusa baccanensis är en gräsart som beskrevs av To Quyen Nguyen. Sinobambusa baccanensis ingår i släktet Sinobambusa och familjen gräs. Inga underarter finns listade i Catalogue of Life.